# Amoj Jacob
P. A. Amoj Jacob (* 2. Mai 1998 in Thellakam, Kerala) ist ein indischer Leichtathlet, der sich auf den 400-Meter-Lauf spezialisiert hat. 2017 wurde er Asienmeister in der 4-mal-400-Meter-Staffel sowie 2023 in der Mixed-Staffel.

## Sportliche Laufbahn
Erste internationale Erfahrungen sammelte Amoj Jacob 2016 bei den Juniorenasienmeisterschaften in der Ho-Chi-Minh-Stadt, bei denen er die Goldmedaille im 800-Meter-Lauf gewann und die Silbermedaille mit der indischen 4-mal-400-Meter-Staffel. Anschließend nahm er mit der Staffel an den U20-Weltmeisterschaften im polnischen Bydgoszcz teil und belegte dort mit 3:09,14 min den siebten Platz. 2017 gewann er bei den Asienmeisterschaften in Bhubaneswar die Goldmedaille mit der Staffel und belegte im Einzelbewerb über 400 Meter Platz vier. Mit der Staffel nahm er auch an den Weltmeisterschaften in London teil, konnte sich dort aber nicht für das Finale qualifizieren. Zwei Wochen später nahm der Student der University of Delhi an der Sommer-Universiade in Taipeh teil, schied dort über 400 und 800 Meter in der ersten Runde aus und belegte mit der Staffel im Finale Rang sieben. Anfang September belegte er bei den Asian Indoor & Martial Arts Games in Aşgabat den fünften Platz über 400 Meter in neuem indischen Hallenrekord von 47,33 s.
2018 nahm Jacob zum ersten Mal an den Commonwealth Games im australischen Gold Coast teil und konnte sein Rennen mit der indischen 4-mal-400-Meter-Staffel im Finale nicht beenden. Im Jahr darauf nahm er mit der Staffel an den Weltmeisterschaften in Doha teil und schied dort mit 3:03,09 min im Vorlauf aus. 2021 nahm er mit der Staffel an den Olympischen Sommerspielen in Tokio teil und verpasste dort mit 3:00,25 min den Finaleinzug. Im Jahr darauf belegte er bei den Commonwealth Games in Birmingham in 3:05,51 min den sechsten Platz und 2023 siegte er bei den Asienmeisterschaften in Bangkok in 3:14,70 min in der Mixed-Staffel gemeinsam mit Rajesh Ramesh, Aishwarya Mishra und Subha Venkatesan und stellte damit einen neuen Landesrekord auf. Zudem sicherte er sich mit der Männerstaffel in 3:01,80 min gemeinsam mit Muhammed Ajmal Variyathodi, Mijo Chacko Kurian und Rajesh Ramesh die Silbermedaille hinter Sri Lanka. Bei den Weltmeisterschaften in Budapest belegte er mit der Staffel mit 2:59,92 min im Finale den fünften Platz und im Oktober siegte er in 3:01,58 min gemeinsam mit Muhammed Anas, Muhammed Ajmal Variyathodi und Rajesh Ramesh bei den Asienspielen in Hangzhou. Bei den World Athletics Relays 2024 auf den Bahamas sicherte er der Männerstaffel einen Startplatz bei den Olympischen Sommerspielen in Paris, bei denen er mit 3:00,58 min im Vorlauf ausschied.
2022 wurde Jacob indischer Meister im 400-Meter-Lauf sowie 2021 in der 4-mal-400-Meter-Staffel.

## Persönliche Bestzeiten
- 400 Meter: 45,68 s, 16. März 2021 in Patiala
  - 400 Meter (Halle): 47,33 s, 19. September 2017 in Aşgabat (indischer Rekord)
- 800 Meter: 1:49,70 min, 14. Dezember 2017 in Mangalagiri